# رنگ کارامل

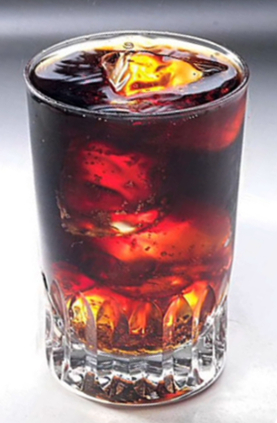
نوشیدنی هایی مانند کولا سه چهارم تقاضا برای رنگ کارامل را تشکیل می دهند.[ نیازمند منبع ]

رنگ کارامل یا رنگ‌دهنده کارامل یک رنگ خوراکی محلول در آب است. این ماده با عملیات حرارتی بر روی کربوهیدرات‌ها (قندها) به طور کلی در حضور اسیدها، قلیاها یا نمک‌ها در فرآیندی به نام کاراملیزاسیون ساخته می شود. نسبت به آب نبات کارامل کاملاً اکسید شده است و بوی شکر سوخته و طعمی تا حدودی تلخ دارد. رنگ آن از زرد کم رنگ تا کهربایی و قهوه ای تیره متغیر است.
رنگ کارامل یکی از قدیمی‌ترین و پرمصرف‌ترین رنگ‌های خوراکی برای تقویت رنگ‌های طبیعی، اصلاح تغییرات طبیعی در رنگ و جایگزینی رنگ‌هایی است که در طی پردازش و نگهداری مواد غذایی در اثر تخریب نوری از بین می‌روند. استفاده از رنگ کارامل به عنوان یک افزودنی غذایی در صنعت آبجوسازی در قرن نوزدهم اولین نمونه ثبت شده از آن است که در مقیاس وسیع تولید و مورد استفاده قرار گرفت. امروزه رنگ کارامل در بسیاری از غذاها و نوشیدنی های تولید شده تجاری یافت می شود، از جمله خمیرابه، آبجو، نان قهوه ای، نان، شکلات، کوکی ها، قطره‌های سرفه، مشروبات الکلی (مانند براندی، رام، و ویسکی)،شیرینی‌ها و روکش‌های طعم‌دار شکلاتی، کاستارد، تزیینات، چیپس سیب‌زمینی، مخلوط دسر، دونات، دسرهای منجمد، نگهدارنده میوه، قرص‌های گلوکز، سس، بستنی، خیارشور، نوشابه های گازدار (مخصوصاً کولاها)، شیرینیها، سرکه و غیره. رنگ کارامل به طور گسترده ای برای استفاده در مواد غذایی در سراسر جهان تایید شده است، اما محدودیت های کاربرد و سطح استفاده از آن در کشورهای مختلف، متفاوت است.

## مراجع
- Joint FAO/WHO Expert Committee on Food Additives (JECFA) specification for Caramel Colours
- U.S. Food and Drug Administration definition of Caramel, Code of Federal Regulations 21 CFR 73.۸۵
- European Commission Directive 95/45/EC (26 July 1995) on food color purity
- International Programme on Chemical Safety INCHEM Database